# A Hard Day's Night
A Hard Day's Night é o terceiro álbum de estúdio da banda britânica de rock The Beatles, lançado em 10 de julho de 1964 pelo selo Parlophone, com o primeiro lado contendo canções da trilha sonora do filme homônimo. A versão norte-americana do álbum foi lançada duas semanas antes, em 26 de junho de 1964, pela United Artists, com uma lista de faixas diferente que incluía seleções da trilha sonora de George Martin. Em contraste com os dois primeiros álbuns dos Beatles, todas as treze faixas de A Hard Day's Night foram escritas por John Lennon e Paul McCartney, mostrando o desenvolvimento de sua parceria composicional.
O álbum inclui a faixa-título, com seu acorde de abertura distinto, e "Can't Buy Me Love", ambas sucessos de número um da banda. Várias das canções apresentam George Harrison tocando uma guitarra elétrica de doze cordas, um som que influenciou os Byrds e outros grupos nos gêneros emergentes folk rock e jangle pop.

## Gravação
Pouco depois do lançamento de With the Beatles (1963), os Beatles estiveram no estúdio local da EMI em Paris, Pathé Marconi, em 29 de janeiro de 1964 para sua primeira sessão de gravação fora de Londres. Eles gravaram versões em alemão de seus dois singles mais recentes, "I Want to Hold Your Hand" e "She Loves You", intitulados "Komm, gib mir deine Hand" e "Sie liebt dich", respectivamente. Segundo o produtor da banda, George Martin, isso foi feito porque "eles não poderiam vender grandes quantidades de discos (na Alemanha) a menos que fossem cantados em alemão". Também gravada – em inglês – foi "Can't Buy Me Love" de Paul McCartney, que foi concluída em apenas quatro tomadas. Pouco depois, o grupo fez sua primeira apresentação ao vivo nos Estados Unidos no The Ed Sullivan Show em 9 de fevereiro. Eles fizeram mais apresentações na América antes de retornarem ao Reino Unido em 22 de fevereiro.
Os Beatles deveriam começar a filmar seu primeiro grande longa-metragem em 2 de março de 1964. De acordo com o historiador Mark Lewisohn, a banda deveria gravar canções para o filme e um LP relacionado, do qual as músicas do filme foram concluídas primeiro. Em 25 de fevereiro – aniversário de 21 anos do guitarrista George Harrison – a banda estava de volta ao estúdio EMI de Londres, gravando "You Can't Do That" de John Lennon para ser lançada como lado B de "Can't Buy Me Love". A banda também tentou gravar as faixas "And I Love Her" e "I Should Have Known Better" neste dia e novamente no dia seguinte, com a primeira finalizada em 27 de fevereiro. Mais duas canções do filme, "Tell Me Why" e "If I Fell", foram gravadas neste dia.
Em 1º de março de 1964, os Beatles gravaram três canções em três horas: "I'm Happy Just to Dance with You" para o filme, com George no vocal principal; uma cover de "Long Tall Sally" de Little Richard; e "I Call Your Name" de Lennon, que foi originalmente dada a Billy J. Kramer e sua banda de apoio, The Dakotas, no ano anterior. As mixagens monofônica e estereofônica foi realizada nas duas semanas seguintes. O single "Can't Buy Me Love" / "You Can't Do That" foi lançado em 16 de março e liderou as paradas em todo o mundo. Fazendo uma pausa nas filmagens, o baterista Ringo Starr cunhou a frase "a hard day's night" (a noite de um dia difícil), dando o título ao filme. Lennon e McCartney escreveram uma canção baseada no título, que foi gravada no EMI em 16 de abril e mixada quatro dias depois.
No dia 1º de junho, com o filme concluído e a banda voltando das férias, os Beatles retornaram ao estúdio EMI, gravando as faixas restantes para o LP, com outtakes aparecendo no EP Long Tall Sally. Covers de "Matchbox" de Carl Perkins, com Ringo nos vocais principais, e "Slow Down" de Larry Williams apareceram no EP, enquanto "I'll Cry Instead" e "I'll Be Back" de John apareceram no disco. No dia seguinte, 2 de junho, a banda completou "Any Time at All" e "When I Get Home" de Lennon e "Things We Said Today" de McCartney. A banda passou o restante de junho e julho em turnê internacional.

## Conteúdo
Musicalmente, A Hard Day's Night evita os covers de rock and roll dos álbuns anteriores da banda por um som predominantemente pop. Dave Donnelly, do Sputnikmusic, observa canções pop "curtas e enérgicas", caracterizadas por vocais em camadas, refrãos imediatos e instrumentação discreta. O jornalista musical Robert Christgau escreve que as canções de Lennon–McCartney eram "musicalmente mais sofisticadas" do que antes. Também apresenta George tocando uma guitarra elétrica Rickenbacker de 12 cordas, um som que influenciou os Byrds e outras bandas na explosão do folk rock de 1965.
O primeiro lado do LP contém as músicas da trilha sonora do filme. O lado dois contém canções escritas para o filme, porém não incluídas nele, embora um relançamento do filme na década de 1980 inclua um prólogo antes dos créditos de abertura com "I'll Cry Instead" na trilha sonora. O título do álbum e do filme foi uma criação acidental de Ringo. De acordo com John Lennon em uma entrevista de 1980 para a revista Playboy: "Eu estava indo para casa no carro e (o diretor de cinema) Dick Lester sugeriu o título, 'Hard Day's Night' de algo que Ringo havia dito. Eu usei (o termo) em In His Own Write , mas foi uma observação improvisada de Ringo. Você sabe, um daqueles malapropismos. Um 'Ringo-ismo', onde ele disse não para ser engraçado, mas apenas disse. 'Vamos usar esse título.'"
A Hard Day's Night é o primeiro álbum dos Beatles a apresentar composições inteiramente autorais, e o único onde todas as músicas foram escritas por Lennon-McCartney. John é o autor principal de nove das treze faixas do álbum, além de ser o vocalista dessas mesmas nove faixas (embora Paul cante na ponte da faixa-título). Lennon e McCartney coescreveram "I'm Happy Just to Dance with You", cantada por George, enquanto McCartney escreveu "And I Love Her", "Can't Buy Me Love" e "Things We Said Today". É um dos três álbuns dos Beatles, junto com Let It Be e Magical Mystery Tour, em que Ringo não canta o vocal principal em nenhuma faixa. (O baterista cantou o vocal principal em "Matchbox" durante as sessões; em vez disso, apareceu no EP Long Tall Sally.) É também um dos três álbuns dos Beatles, junto com Please Please Me e Beatles for Sale, nos quais George não contribui com a composição.

## Recepção crítica e legado
| Críticas profissionais        | Críticas profissionais |
| Avaliações da crítica         | Avaliações da crítica  |
| Fonte                         | Avaliação              |
| ----------------------------- | ---------------------- |
| AllMusic                      | [ 19 ]                 |
| The A.V. Club                 | A                      |
| Blender                       | [ 21 ]                 |
| Consequence of Sound          | A−                     |
| The Daily Telegraph           | [ 23 ]                 |
| Encyclopedia of Popular Music | [ 24 ]                 |
| Paste                         | 100/100                |
| Pitchfork                     | 9.7/10                 |
| The Rolling Stone Album Guide | [ 27 ]                 |
| Sputnikmusic                  | 4.5/5                  |

De acordo com o crítico musical Richie Unterberger, escrevendo para o AllMusic:
| “ | Os solos ressonantes da guitarra elétrica de 12 cordas de George Harrison (em A Hard's Day's Night) foram extremamente influentes; o filme ajudou a persuadir os Byrds, então cantores folk, a mergulharem totalmente no rock and roll, e os Beatles seriam extremamente influentes na explosão do folk-rock de 1965. O sucesso dos Beatles também começou a abrir o mercado dos Estados Unidos para outras bandas inglesas como Rolling Stones, Animals e Kinks, e inspirou jovens grupos americanos como Beau Brummels, Lovin' Spoonful e outros a montar um desafio próprio com material de sua autoria que tinha uma grande dívida para com Lennon–McCartney. | ” |

Em seu livro Yeah! Yeah! Yeah!: The Story of Pop Music from Bill Haley to Beyoncé, Bob Stanley identifica A Hard Day's Night como o álbum que melhor captura o apelo do início de carreira da banda. Ele escreve:
| “ | Se você tivesse que explicar o impacto dos Beatles para um estranho, tocaria para ele a trilha sonora de A Hard Day's Night. As canções, concebidas em um quarto de hotel em poucas semanas entre a derrubada do sistema de classes britânico e a conquista da América, eram cheias de vigor e velocidade. Havia aventura, conhecimento, amor e encanto abundante. | ” |

Em 2000, a revista Q colocou A Hard Day's Night em 5º lugar em sua lista "Os 100 Maiores Álbuns Britânicos de Todos os Tempos". Nesse mesmo ano, apareceu em 22º lugar no livro All Time Top 1000 Albums de Colin Larkin. Em 2012, a Rolling Stone classificou-o em 307º lugar na lista dos 500 maiores álbuns de todos os tempos da revista. Na revisão de 2020, subiu para o número 263.

## Relançamentos
Em 26 de fevereiro de 1987, A Hard Day's Night foi lançado oficialmente em Compact Disc (CD), em mono, junto com Please Please Me, With the Beatles e Beatles for Sale. Tendo estado disponível apenas como importação nos EUA no passado, a versão inglesa de treze faixas do álbum também foi lançada nos EUA em LP e cassete em 21 de julho de 1987. Mixagens estereofônicas de "A Hard Day's Night", "Can' t Buy Me Love" e "And I Love Her" foram disponibilizadas na primeira edição do CD de 1962–1966 em 1993. A maior parte do restante das faixas apareceu em estéreo no CD pela primeira vez com o lançamento do box set The Capitol Albums, Volume 1 em 2004.
Em 9 de setembro de 2009, uma versão remasterizada deste álbum foi lançada e foi a primeira vez que o álbum apareceu em estéreo em um CD na íntegra. Este álbum também está incluído em The Beatles: Stereo Box Set. Uma versão monofônica remasterizada do álbum original do Reino Unido fazia parte do box set The Beatles in Mono.

## Lista de faixas

### Versão inglesa (Parlophone)
Todas as faixas escritas e compostas por Lennon–McCartney. 
| Lado um        |                                    |                    |         |  |
| N.º            | Título                             | Solista(s)         | Duração |  |
| 1.             | "A Hard Day's Night"               | Lennon e McCartney | 2:34    |  |
| 2.             | "I Should Have Known Better"       | Lennon             | 2:43    |  |
| 3.             | "If I Fell"                        | Lennon e McCartney | 2:19    |  |
| 4.             | "I'm Happy Just to Dance with You" | Harrison           | 1:56    |  |
| 5.             | "And I Love Her"                   | McCartney          | 2:30    |  |
| 6.             | "Tell Me Why"                      | Lennon             | 2:09    |  |
| 7.             | "Can't Buy Me Love"                | McCartney          | 2:12    |  |
| Duração total: | Duração total:                     | Duração total:     | 16:23   |  |

| Lado dois      |                        |                |         |  |
| N.º            | Título                 | Solista        | Duração |  |
| 1.             | "Any Time at All"      | Lennon         | 2:11    |  |
| 2.             | "I'll Cry Instead"     | Lennon         | 1:44    |  |
| 3.             | "Things We Said Today" | McCartney      | 2:35    |  |
| 4.             | "When I Get Home"      | Lennon         | 2:17    |  |
| 5.             | "You Can't Do That"    | Lennon         | 2:35    |  |
| 6.             | "I'll Be Back"         | Lennon         | 2:24    |  |
| Duração total: | Duração total:         | Duração total: | 13:46   |  |

### Versão norte-americana (United Artists)
Todas as faixas escritas e compostas por Lennon–McCartney, exceto as indicadas, adaptadas por George Martin. 
| Lado um        |                                    |                    |         |  |
| N.º            | Título                             | Solista(s)         | Duração |  |
| 1.             | "A Hard Day's Night"               | Lennon e McCartney | 2:33    |  |
| 2.             | "Tell Me Why"                      | Lennon             | 2:10    |  |
| 3.             | "I'll Cry Instead"                 | Lennon             | 2:06    |  |
| 4.             | "I Should Have Known Better" (*)   | Instrumental       | 2:10    |  |
| 5.             | "I'm Happy Just to Dance with You" | Harrison           | 1:59    |  |
| 6.             | "And I Love Her" (*)               | Instrumental       | 3:46    |  |
| Duração total: | Duração total:                     | Duração total:     | 14:44   |  |

| Lado dois      |                                |                    |         |  |
| N.º            | Título                         | Solista(s)         | Duração |  |
| 1.             | "I Should Have Known Better"   | Lennon             | 2:44    |  |
| 2.             | "If I Fell"                    | Lennon e McCartney | 2:22    |  |
| 3.             | "And I Love Her"               | McCartney          | 2:29    |  |
| 4.             | "Ringo's Theme (This Boy)" (*) | Instrumental       | 3:10    |  |
| 5.             | "Can't Buy Me Love"            | McCartney          | 2:12    |  |
| 6.             | "A Hard Day's Night" (*)       | Instrumental       | 2:06    |  |
| Duração total: | Duração total:                 | Duração total:     | 15:03   |  |

## Os Reis do Ié, Ié, Ié!
Os Reis do Ié, Ié, Ié! é o terceiro álbum de estúdio da discografia brasileira da banda britânica de rock The Beatles. Foi lançado pela Odeon Records em janeiro de 1965, inicialmente apenas no formato monofônico.
A listagem de faixas segue a ordem do LP inglês original. No entanto, a capa originalmente azul foi alterada para a cor vermelha neste lançamento. Recebeu uma reedição em 1974 em "falso estéreo" (em inglês, mock stereo(em inglês)), com oscilações nas frequências médias e agudas e acréscimo de reverberação. O álbum continuou sendo produzido no mercado nacional, embora com a capa padrão da edição inglesa e o título de A Hard Day's Night no selo e na capa frontal, até a última série de lançamentos da banda em vinil no Brasil, em 1988.

## Ficha técnica
Fontes:
The Beatles
- John Lennon – vocais; guitarras acústica, rítmica e solo; harmônica; piano em "Things We Said Today"
- Paul McCartney – vocais; baixo; piano em "When I Get Home"; campana em "You Can't Do That"
- George Harrison – vocais; guitarras solo (seis e doze cordas) e acústica
- Ringo Starr – bateria, percussão

Produção
- George Martin – piano em "Tell Me Why", produção, orquestrações dos instrumentais para o filme e o LP norte-americano